# Parque nacional El Cimatario
El parque Nacional El Cimatario es una reserva natural mexicana ubicada en el estado de Querétaro entre los límites de los municipios de Huimilpan y Querétaro, el parque y el cerro se ubican en lo que alguna vez, hace cerca de 5 millones de años fue un volcán el cual ha permanecido inactivo y no muestra signos de actividad.
El cerro del Cimatario tiene una altura máxima de 2,350 m s. n. m. y es visible desde la ciudad de Santiago de Querétaro, dominando la vista desde casi cualquier punto.
Este parque nacional, se convirtió en área protegida por decreto, el día 7 de julio de 1982, por ser una porción de territorio representativa de diversos ecosistemas, poseer una gran riqueza biológica e histórica y ser un sitio que produce beneficios ambientales a la región central del país y principalmente a toda el área metropolitana de la ciudad de Querétaro.   
Con particular importancia en la moderación del clima regional y el balance hídrico; además de contener importantes ecosistemas con flora y fauna representativos de la región.  
En la actualidad es administrado por el Gobierno del Estado de Querétaro, con una plantilla de aproximadamente 15 personas, integrada por un coordinador, un ingeniero forestal, guías, un conductor, una veterinaria, asistentes y personal de vigilancia.

## Historia

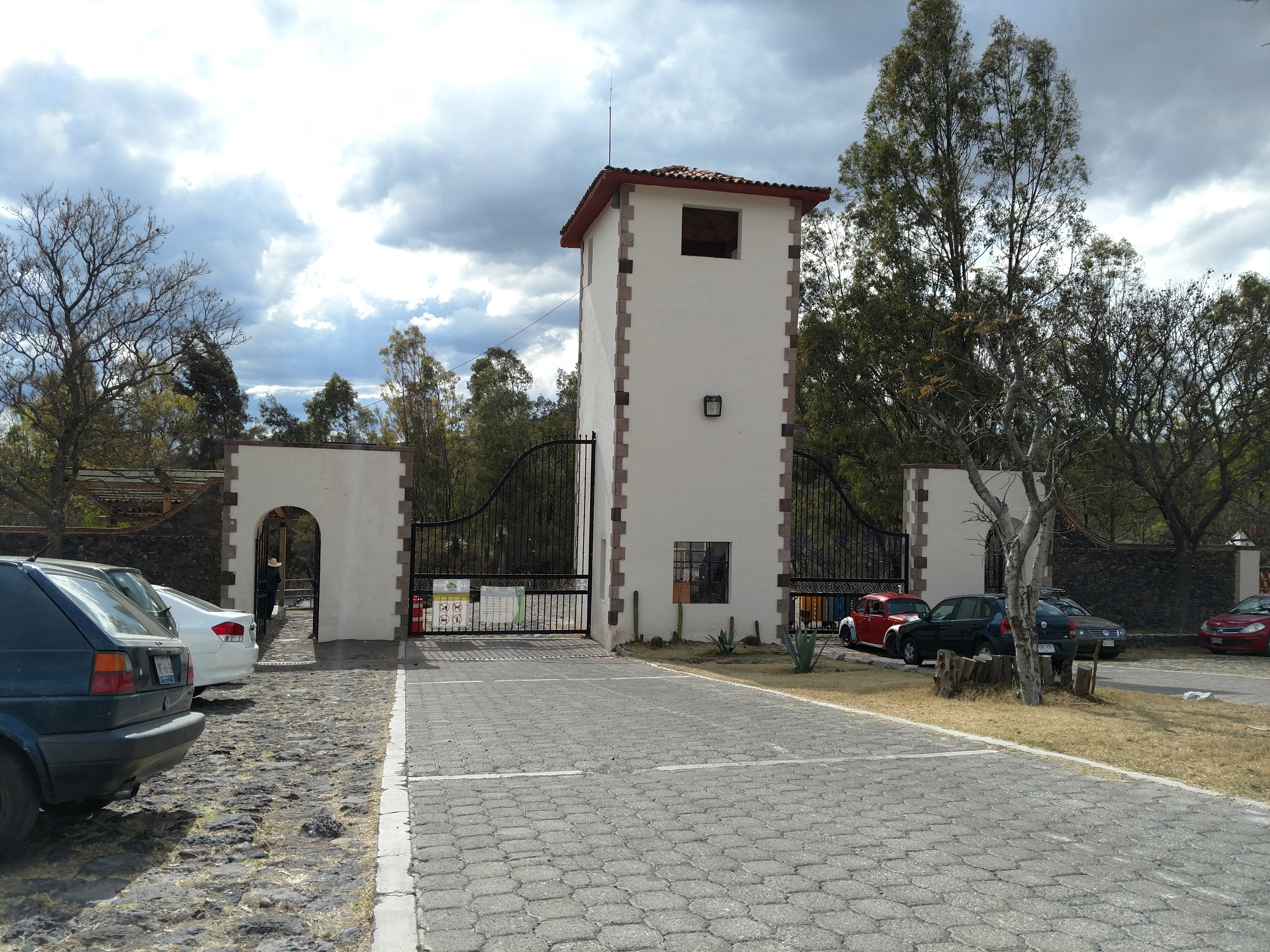
Entrada al parque nacional El Cimatario

La población del valle de Querétaro desde la época prehispánica hizo lo identificó como el Cerro del Cimatario como el sitio de sus deidades, cuidadoras de sus cultivos . Los vestigios arqueológicos que se encuentran en el cerro del Cimatario datan de 350 a 0 A.C. La palabra Cimatario es la castellanización de simaethe - coyote - e iro - macho -, del chichimeca-jonaz. 
Después de la Conquista, la Corona Española decretó su protección, desde entonces, el cerro comenzó a ser devastado; la madera de sus árboles fue utilizada para la elaboración de puertas, ventanas y vigas de las magníficas construcciones queretanas, volviéndose a sobre explotar cuando se tendió la línea del telégrafo entre Querétaro y San Luis Potosí, en el año de 1867, como parte del plan de modernización en el país. 
El cerro del Cimatario también fue testigo de cruentas batallas. Durante 1446 los guerreros acolhuas lucharon contra los mexicas y purépechas . Durante 1821 se dio la batalla de "treinta contra los cuatrocientos".
Hay indicios de que sus cuevas - La Culebra y Coyote Macho - fueron socavadas más profundamente para crear un polvorín que guardara las armas y la pólvora para las batallas. Recientemente se encontraron en el Cerro de Santa Teresa (a pocos kilómetros del Cerro del Cimatario) vestigios de la época colonial, para aprovechamiento y conducción del agua emanada de sus manantiales.

## Beneficios del Parque
Emerge como símbolo emblemático de la ciudad de Querétaro, brindándole protección e identidad, y aportando múltiples servicios ambientales a esta región del centro de México, tales como: 
- Regulador climático local, regional y global.
- Intercambio de bióxido de carbono por oxígeno.
- Fijación de nitrógeno al suelo.
- Filtración de agua a los acuíferos subterráneos de Querétaro.
- Amortiguación de los efectos de fenómenos naturales.
- Preservación de los valores culturales a nivel regional.
- Hábitat de biodiversidad muy importante, incluso de especies endémicas y en riesgo.
- Protección y estabilización de suelos y reducción de erosión.

## Biodiversidad
De acuerdo al Sistema Nacional de Información sobre Biodiversidad de la Comisión Nacional para el Conocimiento y Uso de la Biodiversidad (CONABIO) en el Parque Nacional El Cimatario habitan más de 690 especies de plantas y animales de las cuales 10 se encuentran dentro de alguna categoría de riesgo de la Norma Oficial Mexicana NOM-059  y 21 son exóticas,

## Características

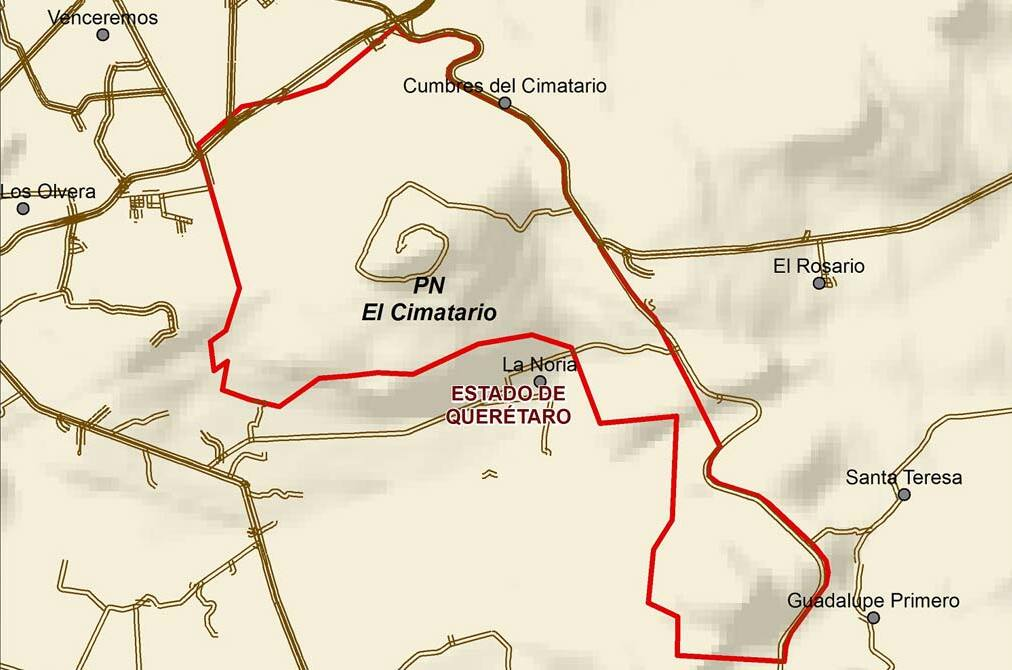
Mapa extensión del Parque Nacional El Cimatario

Las tierras del parque están cubiertas por vegetación típica de la región del semidesierto, como mezquite, huizache, palo xixote, yucas, cactáceas y arbustos espinosos, etc.; la mayoría de las cactáceas, biznagas, y otras plantas del semidesierto, no son originarias del lugar, aunque si de Querétaro, pues las que se encuentran son las que se han plantado en el extenso vivero casi en la cumbre de El Cimatario, donde embellecen el lugar, pero cuentan nuestros antepasados que a principios del siglo pasado, era un hermoso bosque de coníferas, a la fecha los árboles que cubren el parque son los piñones, el pino Moctezuma, el pseudostrobus, las jaras, las uñas de gato y eucaliptos, además otra gran variedad.
Alrededor de 2010 se plantaron miles de arbolillos, encinos, pinitos, jaras, y otras especies, algunos como los encinos en la parte alta están creciendo gracias a la humedad y al tipo de tierra (tezontle) que hay en la parte alta y que es un excelente medio para los mismos. 
La zona protegida crea un lugar idóneo para la fauna que alguna vez abundo todo el valle de Querétaro, habitan venados de cola blanca, zorrillos, tlacuaches, conejos, tejones, mariposas monarca y decenas de aves como halcones, palomas y colibríes.

## Especies en cautiverio
Algunos de los ejemplares dentro del parque nacional, se encuentran bajo cautiverio, debido a que fueron quitadas de manos de particulares que las tenían como mascotas, y ha sido este parque hogar adaptado para ellos.

También existen criaderos de Venados cola blanca, conejos y un pequeño aviario. 

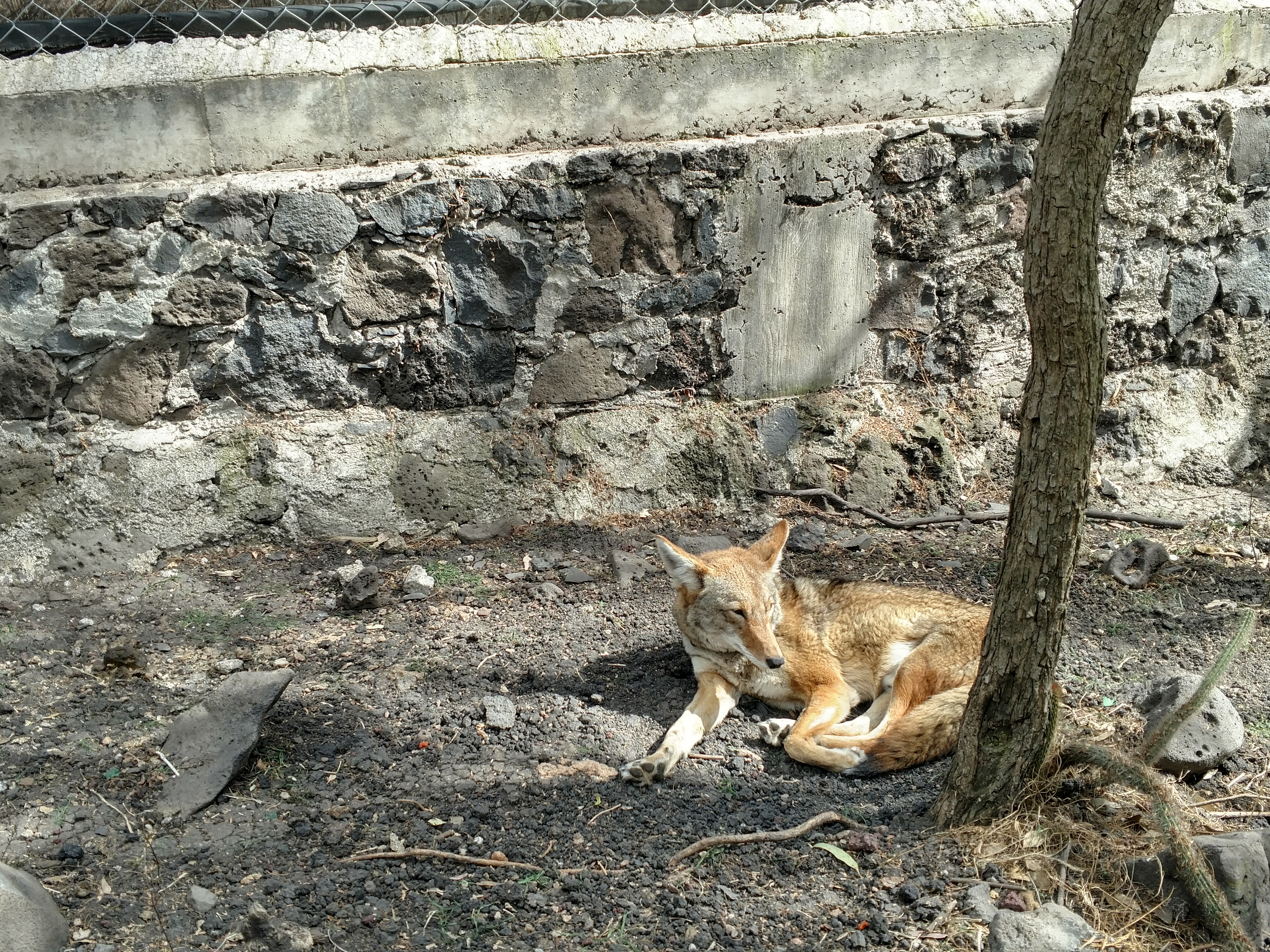
Coyote (Canis latrans) del Parque Nacional Cimatario, Querétaro.
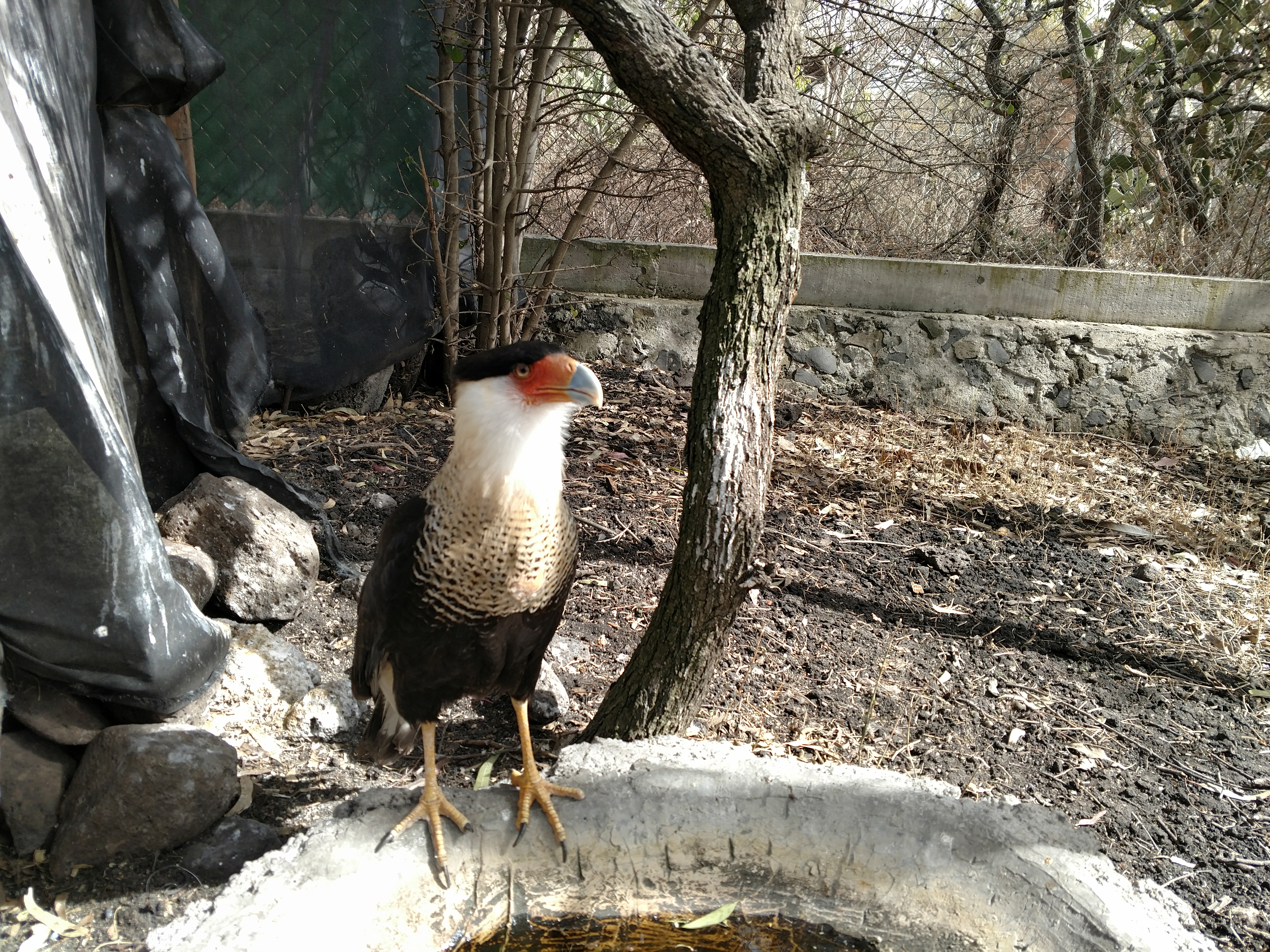
Ave Cara Cara, (Polyborus plancus) del Parque Nacional Cimatario, Querétaro.
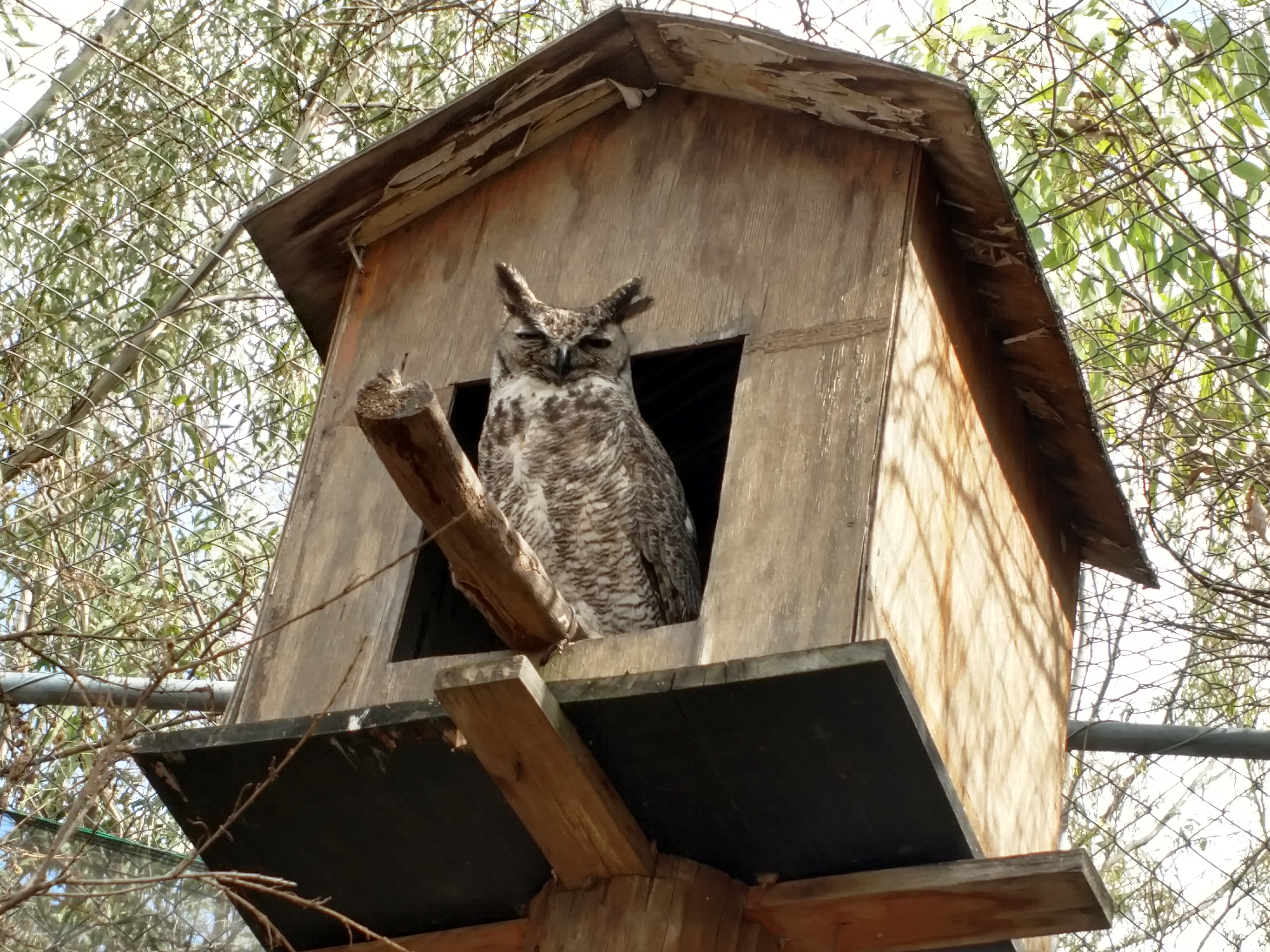
Búho Cornudo (Buho Virginanus) del Parque Nacional Cimatario, Querétaro.
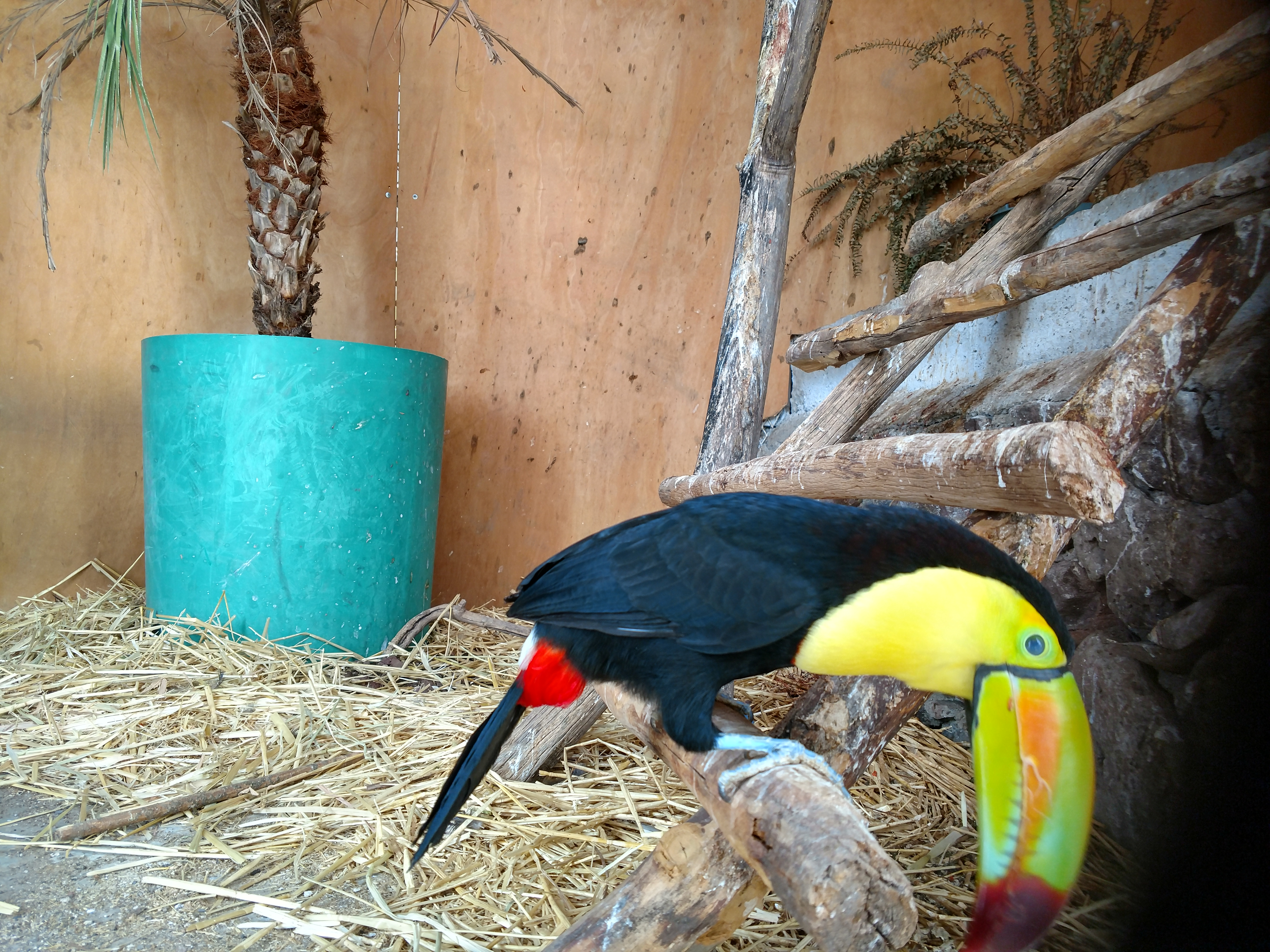
Tucan del Aviario (Ramphastos sulfuratus) del Parque Nacional Cimatario, Querétaro.
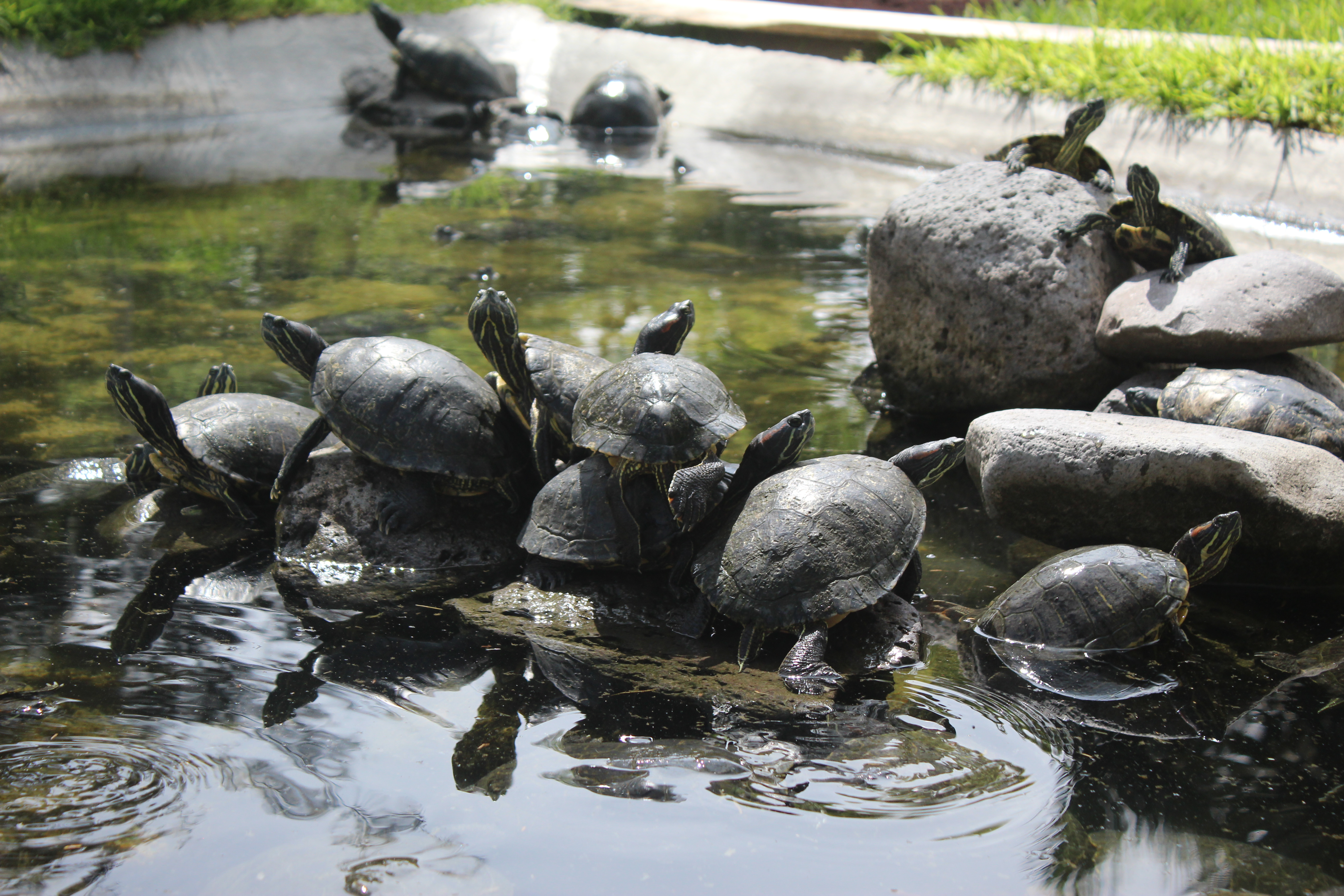
Tortugas (Trachemys scripta elegans) del Parque Nacional Cimatario, Querétaro.

## Acceso
El acceso al parque es por la carretera Querétaro-Huimilpan a la altura del "km 10" y a solo 15 minutos del centro de la ciudad de Querétaro cuenta con estacionamiento.

## Actividades
Las visitas guiadas ofrecen la oportunidad de recorrer paisajes con la flora característica del lugar, e interactuar con la fauna que existe en el parque. Las visitas son gratuitas.
Existen dos opciones de recorridos:
- Sendero de Flora y Fauna: es un recorrido a través de un sendero aproximadamente de 1200 metros, donde los visitantes podrán ver y admirar la flora y la fauna del parque y de algunas otras especies del semidesierto Queretano.

- Sendero de Cuevas: existen dos cuevas de las que desprenden varias leyendas, los guías además de explicar las características físicas y biológicas del lugar, comentan las mencionadas leyendas haciendo referencia a pasajes históricos sucedidos en la entidad.

Actividades recreativas que se pueden realizar en el parque: Senderismo, Ciclismo de Montaña, Trecking.
La Distancia de la entrada del parque a la cima, es de 8 km. por un camino empedrado en forma de espiral conocido como "el caracol". 

## Peligros
Debido al exponencial crecimiento de la urbe, el parque del Cimatario se encuentra en constante amenaza ya que los terrenos aledaños a él, se han venido cediendo de una manera corrupta por intereses de los gobiernos y cada vez es más pequeña su extensión territorial sin que se haga nada, su flora y su fauna están amenazadas, el cerro del cimatario es el último pulmón de la Ciudad de Querétaro misma que se encuentra gravemente contaminada además que es uno de los últimos lugares donde se puede disfrutar de un paisaje silvestre dentro de la Urbe. Se presume han querido quitar el título "Parque nacional" en varias ocasiones a fin de construir fraccionamientos situación que destruiría toda la flora y la fauna que existen en él.

## Uso infraestructural del Parque
En la parte más alta del parque nacional, se encuentran diversas antenas de telecomunicaciones, siendo este usado por su ubicación y altura para proveer de servicios de televisión, telefonía celular, entre otros servicios ofrecidos a través del espectro radioeléctrico. Las antenas son la parte más identificada del parque por los habitantes de la ciudad, pues son visibles desde casi cualquier punto de la ciudad de Querétaro. 

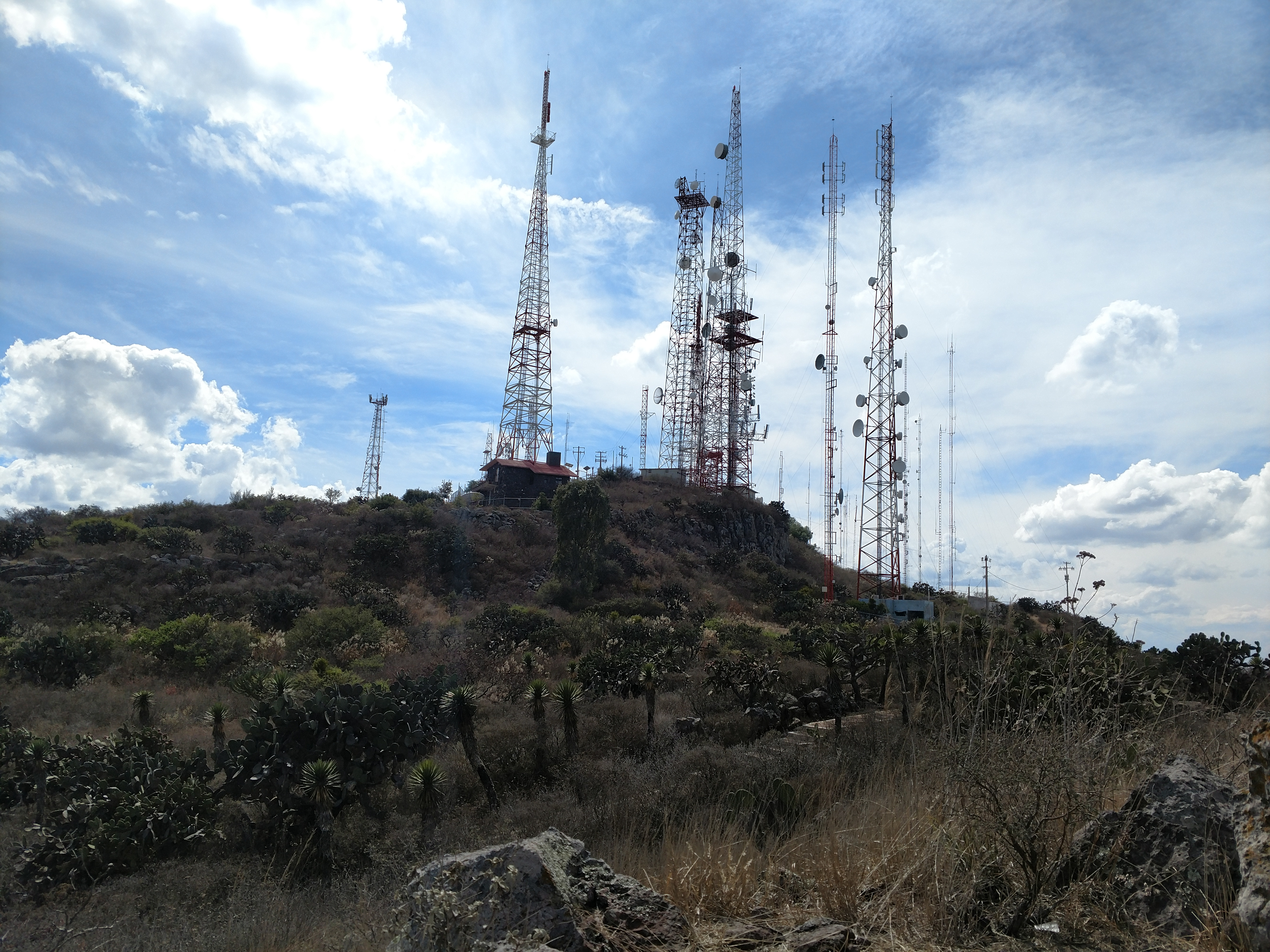
Antenas en lo más alto del parque nacional Cimatario